# كيري بيشي
كيري بيشي (مواليد 1 مايو 1984) هي ممثلة أمريكية، عُرفت لدورها في مسلسل قف وأمسك النار.

## روابط خارجية
- كيري بيشي على موقع IMDb (الإنجليزية)
- كيري بيشي على موقع ميتاكريتيك (الإنجليزية)
- كيري بيشي على موقع روتن توميتوز (الإنجليزية)
- كيري بيشي على موقع قاعدة بيانات الأفلام العربية
- كيري بيشي على موقع ألو سيني (الفرنسية)
- كيري بيشي على موقع أول موفي (الإنجليزية)
- كيري بيشي على موقع قاعدة بيانات برودواي على الإنترنت (الإنجليزية)
- كيري بيشي على موقع قاعدة بيانات الأفلام السويدية (السويدية)
- كيري بيشي على موقع قاعدة بيانات الفيلم (الإنجليزية)
- كيري بيشي على موقع ليتربوكسد (الإنجليزية)